# NGC 53
NGC 53 è una grande galassia a spirale barrata dotata di un anello e situata nella costellazione del Tucano.
La galassia fu scoperta il 15 settembre 1836 dall'astronomo inglese John Herschel, che la descrisse come "debole, piccola e estesa.
NGC 53 si estende per circa 120.000 anni luce, ed ha quindi dimensioni paragonabili a quelle della nostra Via Lattea.

## Caratteristiche
La sua classe di luminosità è II. La velocità rispetto al fondo diffuso cosmologico è di 4432 ± 28 km/s che corrisponde a una distanza di Hubble di 65,4 megaparsec, mentre una misura non corretta per l'effetto del redshift produce una distanza di 72.300 megaparsec, che la pone al di fuori della distanza di Hubble.
NGC 53 è stata inserita anche nel catalogo di galassie di Gérard de Vaucouleurs dove è classificata di tipo (R')SB(r)ab.